# 戈特洛布·瓦尔茨
戈特洛布·瓦尔茨（德語：Gottlob Walz，1881年6月29日—1943年），德国前男子跳水运动员。他曾代表德国参加1908年夏季奥林匹克运动会跳水比赛，获得男子3米跳板铜牌。